# Pré-história do Norte da África

## Paleolítico Inferior e Médio
Os primeiros remanescentes da ocupação de hominídeos na África do Norte, foram encontrados em Ain el Hanech, perto de Saïda (200.000 a.C.); na verdade, investigações mais recentes têm encontrado sinais de tecnologia olduvaiense lá, e indica uma data de até 1,8 milhões de anos a.C. Mais tarde, fabricantes de ferramentas neandertais produziram machados de mão nos estilos Levallois e Musteriense (cerca de 43.000 a.C.) semelhantes aos do Levante. Segundo algumas fontes, o Norte da África foi o local do mais alto estado de desenvolvimento das técnicas de ferramentas de lascas do Paleolítico Médio. Ferramentas dessa época, começando cerca de 30.000 a.C., são chamadas aterianas (depois do sítio de Bir el Ater, ao sul de Annaba) e são marcadas por um alto padrão de acabamento, grande variedade, e de especialização.

## Paleolítico Superior e Mesolítico
A primeira indústria de lâminas no Norte de África é chamada Ibero-Maurisiana ou Oraniana (depois de um sítio perto de Oran). A indústria parece ter se espalhado em todas as regiões costeiras do norte da África entre 15.000 e 10.000 a.C. Entre cerca de 9000 e 5000 a.C., a Cultura Capsiana começou a influenciar a cultura Ibero-Maurisiana, e após cerca de 3000 a.C. os restos mortais de apenas um tipo humano pode ser encontrado em toda a região. A civilização neolítica (marcada pela domesticação de animais e a agricultura de subsistência), se desenvolveu no Saara e Norte da África Mediterrânea, entre 6000 e 2000 a.C. Esse tipo de economia, tão ricamente retratada nas pinturas da caverna Tassili n'Ajjer, predominou no Norte de África até ao período clássico.

## Período Neolítico

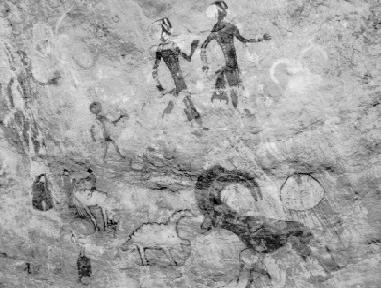
Pintura em caverna neolítica em Tassil-n-Ajjer região do Saara

As pinturas rupestres encontradas em Tassili n'Ajjer, ao norte de Tamanrasset, Argélia, e em outras localizações, retratam cenas vibrantes e vividas do quotidiano, no Centro Norte da África durante o Período Subpluvial Neolítico (aproximadamente 8000 a 4000 a.C.). Eles foram executados por um povo de caçadores, durante o Neolítico Capsiano, que viviam em uma região de savana repleta de búfalos gigantes, elefantes, rinocerontes e hipopótamos, animais que não existem mais na área agora desértica. As pinturas fornecem o mais completo registro de uma cultura pré-histórica africana. Diversas populações de pastores deixaram pinturas abundantes sobre a vida selvagem, animais domésticos, carros, e uma cultura complexa, que remonta a pelo menos 10.000 a.C. no norte do Niger e regiões vizinhas a Argélia e Líbia. Vários sítios de povoados antigos do norte da Nigéria são datados do período do Período Subpluvial Neolítico de 7500 a 7000 para 3500 a 3000 a.C.

## Idade do Bronze
- Antiga Líbia
- Garamantes

## Idade do Ferro
A amálgama de povos do norte da África se uniu eventualmente em uma população nativa distinta que veio a ser chamada berbere. Distinguidos principalmente por atributos culturais e linguísticos, os beberes, ofuscados por impérios maiores, tenderam a serem ignorados e marginalizados nos relatos históricos. Cronistas romanos, gregos, bizantinos e árabes muçulmanos descrevem os berberes como inimigos bárbaros, nômades incômodos, ou camponeses ignorantes. Tinham, no entanto, um papel importante na história da região.